# Bernard Baruch
Bernard Mannes Baruch (Camden, Carolina do Sul, 19 de agosto de 1870 — Nova Iorque, 20 de junho de 1965), foi um influente especulador, financeiro e conselheiro presidencial democrata. Bernard Baruch cunhou o termo Guerra Fria em 1947, mais exatamente a 16 de abril, para expressar o momento de tensão entre os Estados Unidos da América e a União Soviética.

## Biografia
Bernard Baruch nasceu em Camdem, na Carolina do Sul, filho de Simon e Belle Baruch. Ele foi o segundo de quatro filhos. O seu pai, Simon Baruch (1840-1921) era um imigrante alemão de origem judia, tendo chegado aos EUA em 1855, e exercido Medicina cirúrgica durante a guerra civil Americana.
Os parentes judeus da sua mãe também imigraram para os EUA no século XIX e tinham negócios de navegação. Em 1881 a sua família mudou-se para Nova York e Bernard Baruch licenciou-se no City College de Nova York, oito anos mais tarde.
Após licenciar-se, Bernard Baruch começou a trabalhar em Wall Street, eventualmente chegando a "broker", e depois "partner" na firma A. A. Housman and Company. Com os seus rendimentos e comissões, ele comprou um lugar na NYSE por US$ 18 000 (aproximadamente ~460 000 dólares). Ele construiu uma fortuna antes dos 30 anos de idade via especulação no mercado de açúcar. Em 1903, ele possuía a sua própria corretora e tinha ganho a reputação de ser "O lobo solitário de Wall Street", devido à sua recusa em juntar-se a qualquer outra instituição financeira.

## Influências Políticas
Sua habilidade em tratar de assuntos financeiros lhe rendeu o status de Conselheiro Econômico dos Presidentes Norte-Americanos democratas Woodrow Wilson e Franklin Delano Roosevelt. Foi ele inclusive que, chefiando uma delegação de 117 sionistas, ao fim da Primeira Guerra, para assinar o Tratado de Versailes, chamou a atenção para a questão da promessa feita pelo secretário britânico, Arthur James Balfour, que prometeu ao Barão Rothschild a Palestina.